# 代林傑
代林傑（土耳其語：Derince）是土耳其的城鎮，位於該國西北部，距離伊斯坦堡90公里，由科賈埃利省負責管轄，面積15.5平方公里，2011年人口126,675，人口密度為每平方公里123.32人。